# Borgoricco
Borgoricco är en kommun i provinsen Padova i regionen Veneto i Italien. Kommunen hade 8 836 invånare (2018).